# Párizsi katakombák
A párizsi katakombák (a hivatalos neve franciául l'Ossuaire Municipal) egy 300 km hosszú alagútrendszer Párizs alatt.

## Története
Régen kőbánya volt itt, innen bányászták a követ Párizs építéséhez. Később azonban bezárt, majd a 18. század második felében, amikor Párizs rohamosan terjeszkedni kezdett, és a súlyos közegészségügyi veszélyt jelentő régi köztemetőket (pl. Aprószentek temetője) felszámolták, a halottak csontjait ebbe a kiürült alagútrendszerbe szállították le. Összesen kb. 6 millió ember földi maradványai találhatóak lent. A csontokat sorban rendezték el, közéjük díszítésnek koponyákat helyeztek. Valahol a koponyák sorban helyezkednek el, máshol kereszt vagy szív alakban.
Az alagútrendszer egy része régóta látogatható. Először 1867-ben nyílt meg a kíváncsiskodók előtt, majd 2009 szeptemberében a vandalizmus miatt bezárt. Később, december 19-én újranyílt a közönség előtt.

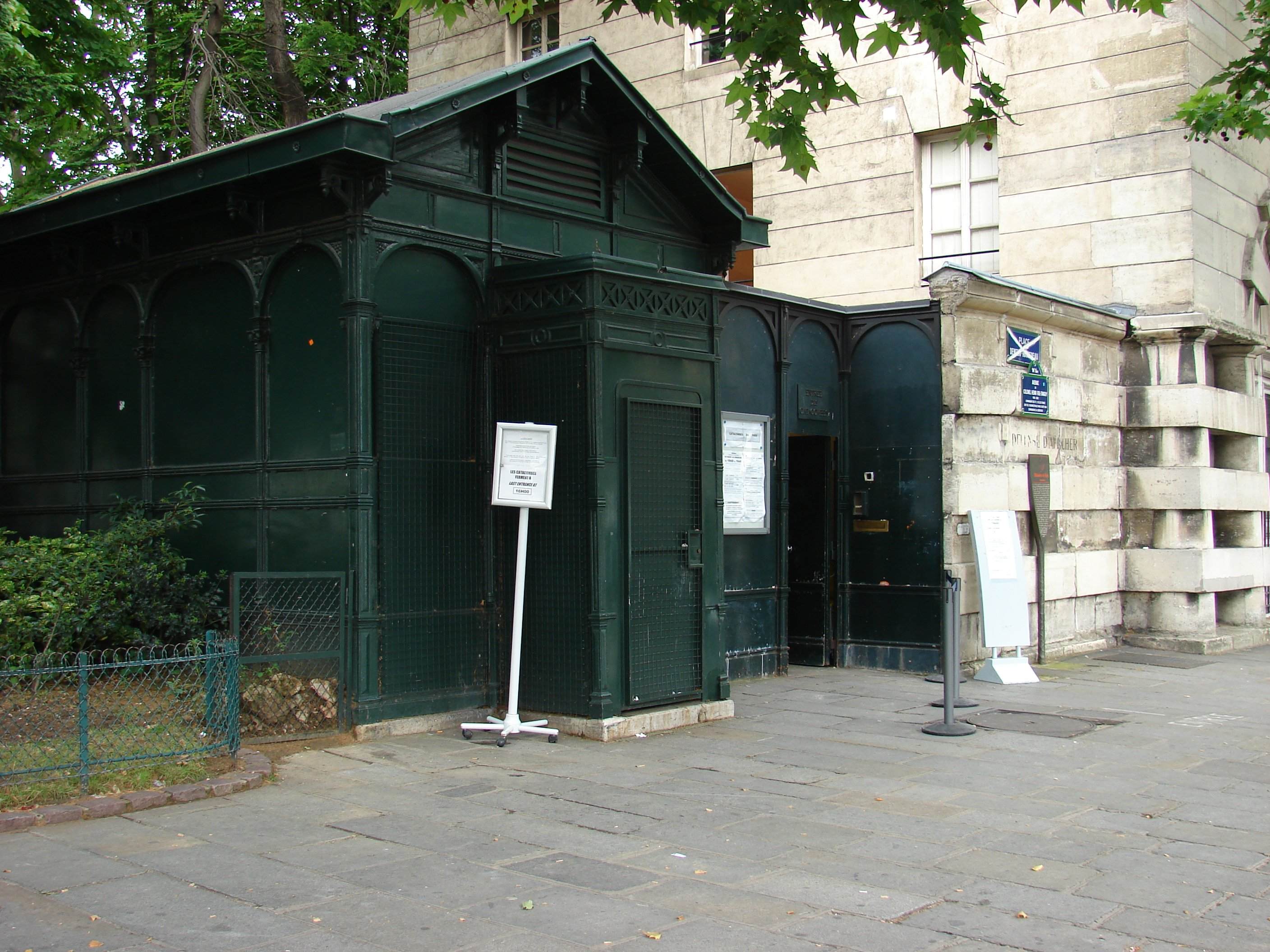
Bejárat
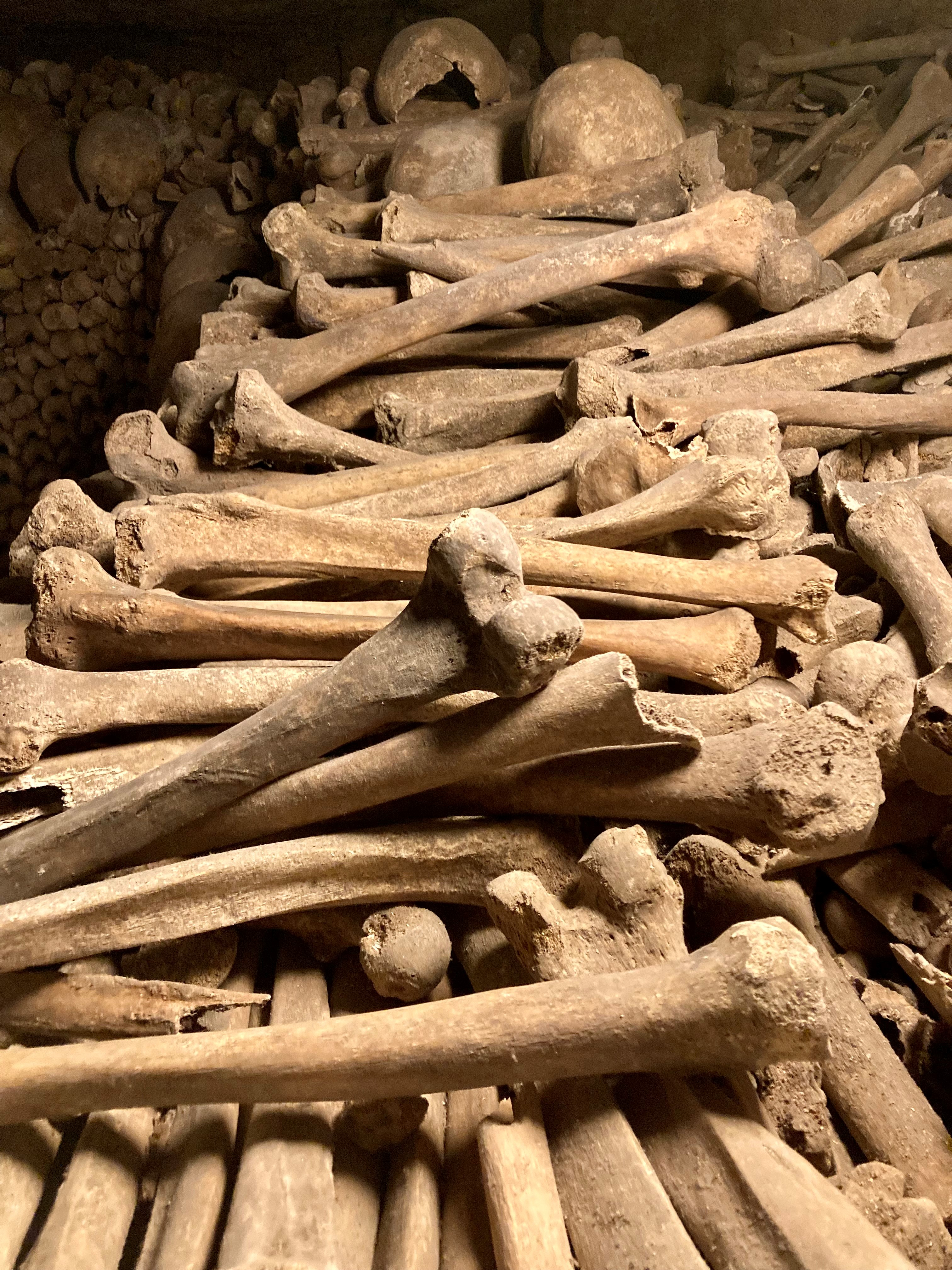
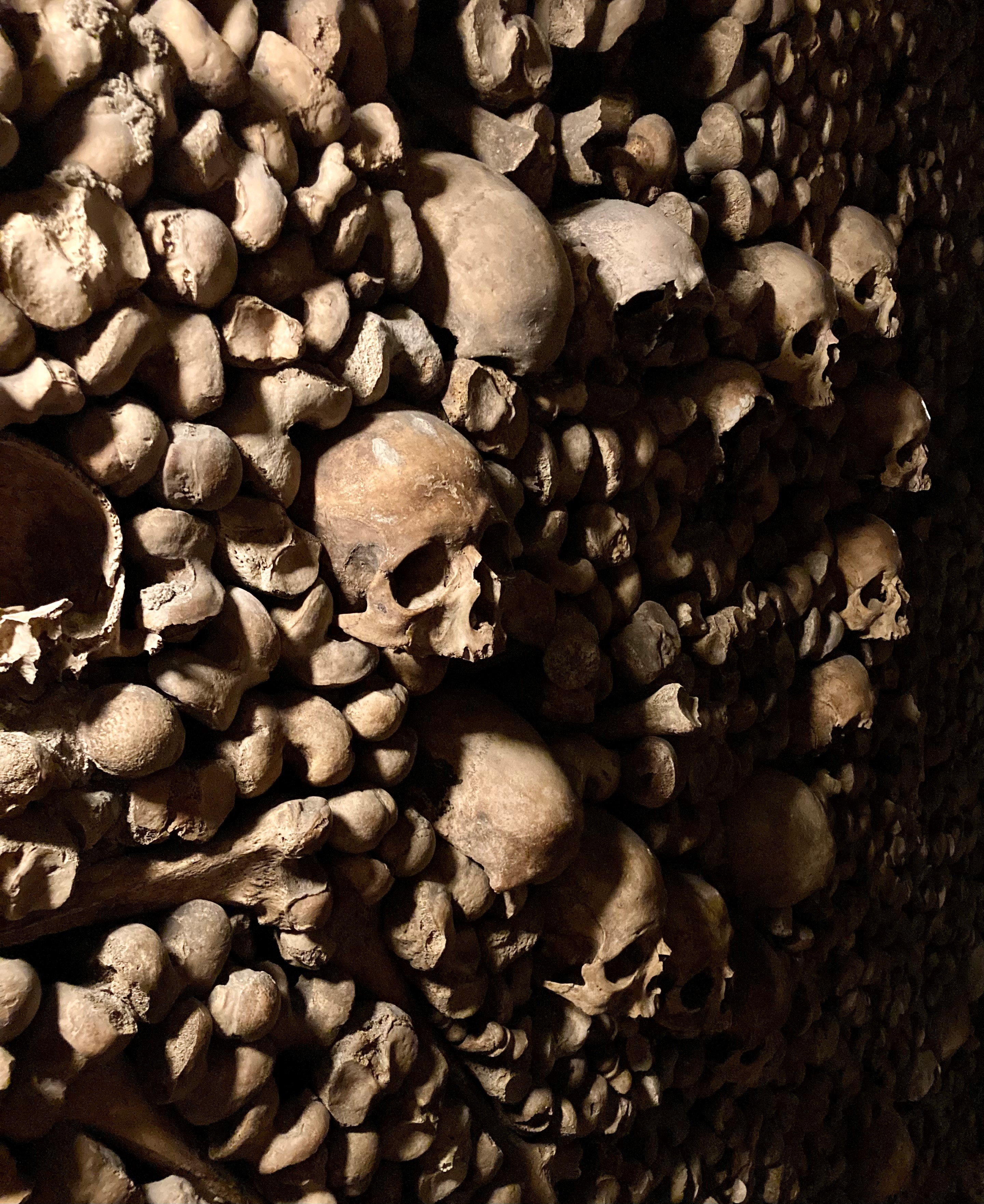
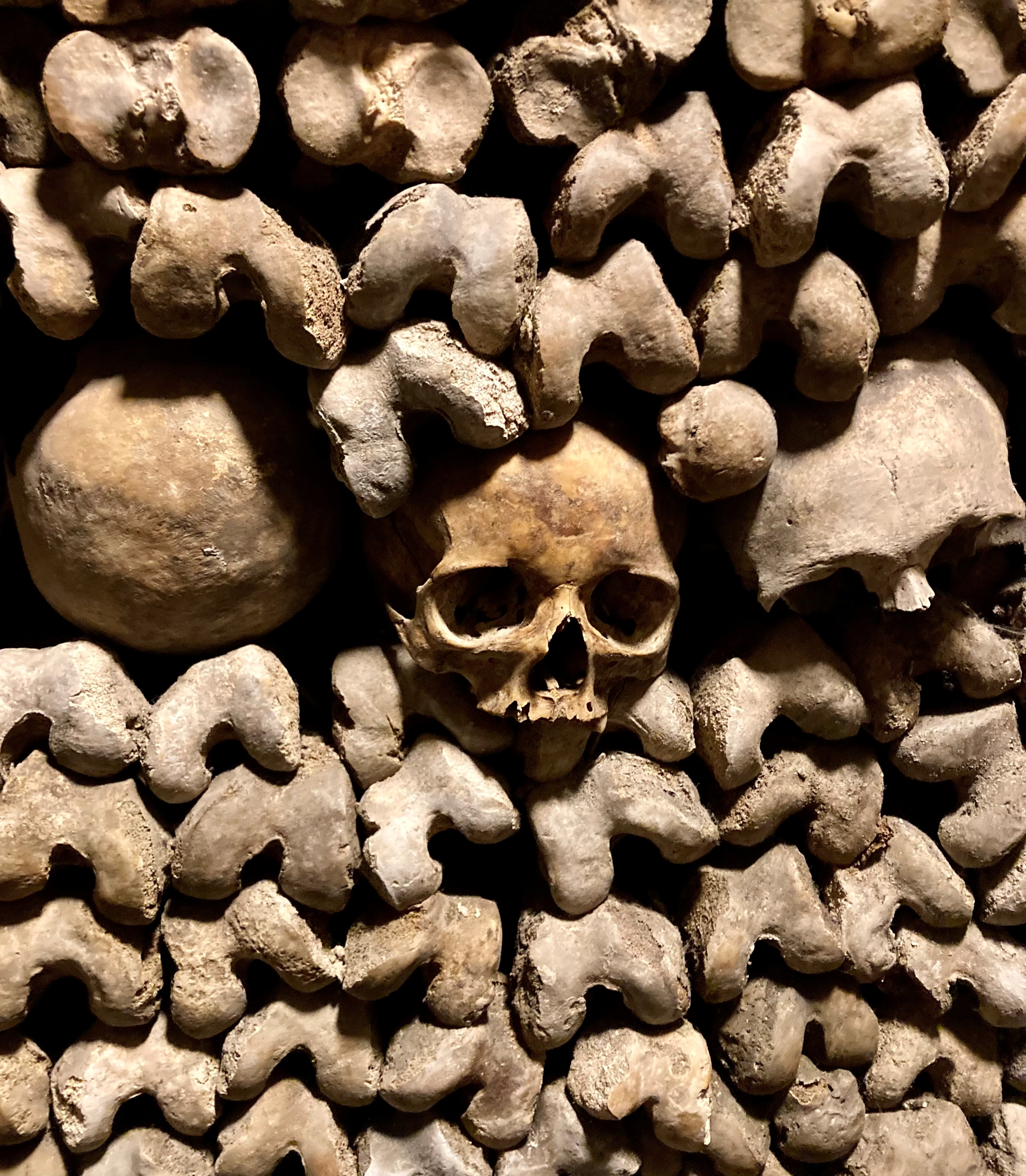
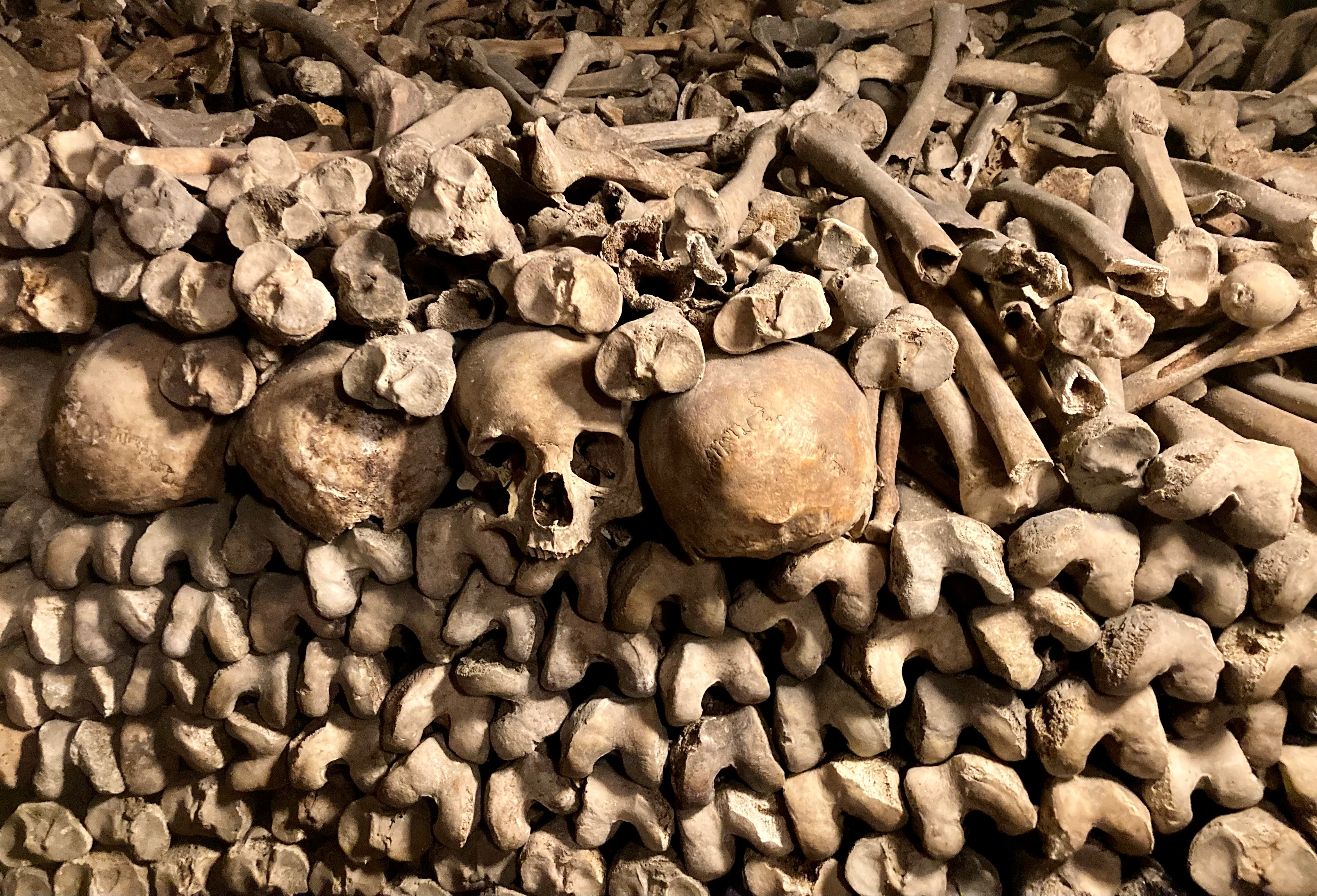

## Megjelenése a kultúrában
A párizsi katakombák számos könyvnek, filmnek és videójátéknak szolgáltak alapul.

### Könyvek
Rick Riordan : A 39 kulcs : A csontlabirintus

### Filmek
- Katakombák – 2007-es horrorfilm
- Két nap Párizsban – 2007-es film
- A Notre Dame-i toronyőr – 1996-os Walt Disney animációs film
- Úgy fent, mint lent - 2014-es horrorfilm[3]
- As Above, So Below

### Videójátékok
- Deus Ex játék egy része
- The Saboteur – francia video játék 2009-ből
- Medal of Honor: Underground (PlayStation) – a második pályán látható a katakomba
- Call of Duty: Modern Warfare 3  – Iron Lady, Bag and Drag című pálya.
- Assassins Creed Unity